# Xericeps
Xericeps (il cui nome significa "testa secca") è un genere estinto di pterosauro azhdarchoideo vissuto nel Cretaceo inferiore, circa 93,9-113 milioni di anni fa (Albiano-Cenomaniano), in quelli che oggi sono i Kem Kem Beds, nel Marocco sud-orientale, Africa. Il genere contiene una singola specie, ossia X. curvirostris.
Il nome Xericeps deriva dal greco antico - xero - che significa secco, in riferimento al suo ritrovamento nel deserto del Sahara, e il suffisso latino ~ ceps da caput, che significa "testa" - alludendo al becco ricurvo dell'animale. È il primo genere di pterosauro descritto a cominciare con la lettera X. Il nome specifico, curvirostris, deriva dal latino curvus, che significa "curvo" e rostris che significa muso, o rostro. Ciò è dovuto al becco curvato verso l'alto dell'animale.
Lo Xericeps è noto solamente per il suo olotipo, descritto per la prima volta nel 2017.

## Descrizione
Lo Xericeps è uno pterosauro di media taglia, conosciuto solamente da un frammento di mandibola, mancante tuttavia della punta. Anche se il frammento è incompleto, è distintivo e diverso da quello di qualsiasi altro pterosauro. Il frammento è lungo circa 17 cm e alto 2,5 cm. Il frammento di mandibola indica che l'animale era sdentato, e presenta strutture che indicano che in vita il frammento era ricoperto da un becco cheratinoso. In vita l'intero cranio raggiungeva, probabilmente, i 70 cm (28 pollici) di lunghezza.
La mascella era stretta e conica, e vista in visione laterale risulta ricurva verso l'alto. Il frammento presenta, inoltre, cinque piccole aperture per nervi e vasi sanguigni. La parte inferiore della sinfisi presenta una grossa e lunga scanalatura, caratteristica unica tra gli pterosauri. La superficie superiore della mandibola presenta una depressione larga ma bassa. Sebbene non si conoscano altre ossa dell'animale al di fuori del frammento di mandibola, si stima che la sua apertura alare fosse di circa 3,5-4 metri (11,5-13 piedi), sulla base delle proporzioni di animali simili.

## Classificazione
Martill e colleghi hanno confrontato lo Xericeps con un certo numero di altri pterosauri sdentati, notando varie somiglianze anatomiche con i componenti del clade Azhdarchoidea, come i thalassodromidi, i chaoyangopteridi e gli azhdarchidi. In particolare, alcune caratteristiche accomunerebbero lo Xericeps al genere Alanqa, anch'esso ritrovato nei Kem Kem Beds, rendendolo un azhdarchide. Tuttavia, in mancanza di elementi più completi tale classificazione è solo speculativa. 

## Storia della scoperta
Il campione olotipo, FSAC-KK-10700, di Xericeps è stato scoperto da alcuni lavoratori locali nelle miniere di Aferdou N'Chaft, una piccola mesa nei pressi del villaggio oasi di Hassi el Begaa, nella provincia di El Rachidia, nel Marocco orientale al confine dell'Algeria, e consiste solo in un frammento di mandibola. L'esemplare è stato acquistato direttamente presso il sito minerario dal paleontologo britannico David M. Martill, nel gennaio del 2017, che ha così potuto stabilire con certezza la località di estrazione del fossile e la datazione del terreno in cui è stato estratto il fossile.

## Paleobiologia
I Kem Kem Beds si sono depositati circa 95-100 milioni di anni fa, all'inizio del Cretaceo superiore. Lo Xericeps viveva in una pianura alluvionale, dal clima subtropicale, consistente in una serie di fiumi, delta, e laghi paludosi, insieme a pterosauri come l' Alanqa, Siroccopteryx e altri pterosauri conosciuti solo per frammenti. Questo habitat era frequentato anche dai grandi dinosauri teropodi Spinosaurus e Carcharodontosaurus, e lo strano sauropode Rebbachisaurus. Martill et al. non sono riusciti a stabilire con certezza la dieta dell'animale, tuttavia molti suoi parenti prossimi erano predatori terrestri di piccoli animali, e il genere affine Alanqa sembra essere stato un predatore specializzato di molluschi dal guscio duro.